# Loki (mùa 2)
Mùa thứ hai của loạt phim truyền hình Mỹ Loki, dựa trên nhân vật cùng tên của Marvel Comics, Loki làm việc với đặc vụ Mobius M. Mobius, Hunter B-15 và các thành viên khác của Cơ quan quản lý Phương sai Thời gian (TVA) để tìm kiếm Sylvie, Ravonna Renslayer và Miss Minutes. Phim lấy bối cảnh trong Vũ trụ Điện ảnh Marvel (MCU), chia sẻ tính liên tục với các bộ phim cùng nhượng quyền thương mại. Mùa 2 do Marvel Studios sản xuất với Eric Martin làm biên kịch và Justin Benson cùng Aaron Moorhead đạo diễn phim.
Tom Hiddleston tiếp tục đảm nhận vai Loki trong loạt phim, đóng cùng với Sophia Di Martino (Sylvie), Gugu Mbatha-Raw (Renslayer), Wunmi Mosaku (Hunter B-15), Eugene Cordero, Tara Strong (Miss Minutes), Neil Ellice , Jonathan Majors và Owen Wilson (Mobius) tiếp tục vai diễn của họ từ mùa đầu tiên, cùng với Rafael Casal, Kate Dickie, Liz Carr và Quan Kế Huy. Quá trình phát triển phần thứ hai đã bắt đầu vào tháng 11 năm 2020 và được xác nhận vào tháng 7 năm 2021, với Martin, Benson và Moorhead đều được thuê vào cuối tháng 2 năm 2022. Quá trình quay phim bắt đầu vào tháng 6 năm 2022 tại Pinewood Studios và kết thúc vào tháng 10. Dan DeLeeuw và Kasra Farahani được tiết lộ là đạo diễn, bổ sung cho mùa phim vào tháng 6 năm 2023.
Mùa thứ hai dự kiến ra mắt trên Disney+ ngày 6 tháng 10 năm 2023, bao gồm 6 tập. Phim sẽ là một phần của Giai đoạn 5 thuộc MCU.

## Các tập phim
| TT. tổng thể | TT. trong mùa phim | Tiêu đề            | Đạo diễn :19–20               | Biên kịch                                  | Ngày phát sóng gốc   |
| ------------ | ------------------ | ------------------ | ----------------------------- | ------------------------------------------ | -------------------- |
| 7            | 1                  | "Ouroboros"        | Justin Benson, Aaron Moorhead | Eric Martin                                | 5 tháng 10 năm 2023  |
| 8            | 2                  | "Breaking Brad"    | Dan DeLeeuw                   | Eric Martin                                | 12 tháng 10 năm 2023 |
| 9            | 3                  | "1983"             | Kasra Farahani                | Eric Martin, Kasra Farahani, Jason O'Leary | 19 tháng 10 năm 2023 |
| 10           | 4                  | "Heart of the TVA" | Justin Benson, Aaron Moorhead | Eric Martin, Katharyn Blair                | 26 tháng 10 năm 2023 |
| 11           | 5                  | "Science/Fiction"  | Justin Benson, Aaron Moorhead | Eric Martin                                | 2 tháng 11 năm 2023  |
| 12           | 6                  | TBA                | Justin Benson, Aaron Moorhead | Eric Martin                                | 9 tháng 11 năm 2023  |

Tất cả 6 tập đều được biên kịch bởi Eric Martin, với Katharyn Blair đồng sáng tác tập 4 và 6. Benson và Moorhead làm phần lớn đạo diễn các tập phim, bao gồm cả tập 5. Dan DeLeeuw và Kasra Farahani cũng đạo diễn cho các tập phim.

## Vai diễn và nhân vật
- Tom Hiddleston trong vai Loki[7]: Em trai nuôi của Thần sấm Thor và là Thần lừa lọc, dựa trên vị thần cùng tên trong thần thoại Bắc Âu. Đây là một biến thể của Loki gốc, kẻ đã tạo ra dòng thời gian mới trong Avengers: Hồi kết (2019) từ năm 2012
- Sophia Di Martino trong vai Sylvie[7]: Một biến thể khác của Loki, kẻ đã phá vỡ dòng thời gian để tạo ra đa vũ trụ
- Gugu Mbatha-Raw trong vai Ravonna Renslayer[7]
- Wunmi Mosaku trong vai Hunter B-15[8]
- Eugene Cordero trong vai Casey / Hunter K-5E[9]
- Rafael Casal[10]
- Tara Strong trong vai Miss Minutes[7]: Nhân vật hình tượng hoạt hình đồng hồ hình người của TVA
- Kate Dickie[11]
- Liz Carr[6]
- Neil Ellice trong vai Hunter D-90[6]
- Jonathan Majors trong vai Victor Timely[12][13]: Một biến thể của Kang the Conqueror, một người đàn ông vào đầu những năm 1900 đang giới thiệu công nghệ tương lai cho đám đông. Anh ta đeo kính và mặc bộ đồ ba mảnh. Nhân vật này được giới thiệu lần đầu tiên vào cuối Người Kiến và Chiến binh Ong: Thế giới Lượng tử (2023)
- Quan Kế Huy trong vai nhân viên TVA[14]
- Owen Wilson trong vai Mobius M. Mobius[7]: Đặc vụ của TVA và là đồng minh của Loki

## Sản xuất

### Phát triển
Quá trình phát triển phần thứ hai của Loki đã bắt đầu vào tháng 11 năm 2020. Vào tháng 1 năm 2021, biên kịch chính của phần đầu tiên Michael Waldron đã ký một thỏa thuận tổng thể với Disney bao gồm sự tham gia của anh ấy vào phần thứ hai của Loki. Nhà sản xuất Nate Moore của Marvel Studios , người từng là nhà sản xuất điều hành của loạt phim Chim ưng và Chiến binh mùa đông, tin rằng Loki có cốt truyện "thực sự bất kính, thông minh và hay ho" khiến loạt phim có nhiều phần thay vì một phần. Phần thứ hai đã được xác nhận thông qua một cảnh giữa các khoản tín dụng trong phần cuối của phần đầu tiên, được phát hành vào tháng 7 năm 2021, và ngôi sao Tom Hiddleston cho biết "các cuộc thảo luận sâu" về phần thứ hai đã được tiến hành. Đạo diễn Kate Herron của mùa đầu tiên cho biết cô ấy sẽ không trở lại trong mùa thứ hai vì cô ấy luôn dự định chỉ tham gia một mùa,  trong khi Waldron nói rằng "vẫn còn để xem" nếu anh ấy tham gia có liên quan.
Vào tháng 2 năm 2022, bộ đôi đạo diễn Justin Benson và Aaron Moorhead được thuê để chỉ đạo phần lớn các tập cho mùa thứ hai. Trước đây họ đã đạo diễn hai tập của một loạt phim khác của Marvel Studios, Moon Knight (2022), thành công đến mức hãng phim muốn họ làm việc trong các dự án khác và họ nhanh chóng được chọn cho phần thứ hai của Loki. Eric Martin, biên kịch của phần một, người đã đảm nhận một số nhiệm vụ của Waldron trong quá trình sản xuất phần đó,  được chỉ định viết tất cả sáu tập của phần hai, với Hiddleston và Waldron đã xác nhận sẽ trở lại với vai trò điều hành sản xuất . Benson và Moorhead rất hào hứng khi tiếp cận một nhân vật khác trong Loki, giống như Marc Spector / Moon Knight của Moon Knight , được định nghĩa là một kẻ bị ruồng bỏ và có "sự phức tạp khi bị [một] kẻ bị ruồng bỏ".  Quá trình tiền sản xuất đã bắt đầu vào cuối tháng 4 năm 2022.  Dan DeLeeuw , giám sát hiệu ứng hình ảnh và giám đốc đơn vị thứ hai của một số bộ phim MCU, và nhà thiết kế sản xuất phần một Kasra Farahani đã được tiết lộ là đạo diễn vào tháng 6 năm 2023.  Các nhà sản xuất điều hành cho mùa bao gồm Marvel Studios' Kevin Feige , Stephen Broussard , Louis D'Esposito , Victoria Alonso , Brad Winderbaum và Kevin R. Wright, cùng với Hiddleston, Benson và Moorhead, Martin và Waldron.

### Viết kịch bản
Martin đã viết tất cả sáu tập, với Katharyn Blair đồng viết tập thứ tư và thứ sáu với anh ấy. Waldron cho biết phần này sẽ tiếp tục câu chuyện của phần đầu tiên nhưng theo một cách khác hẳn, phá bỏ những kỳ vọng và khám phá "mảnh đất cảm xúc mới" cho Loki. Hiddleston giải thích rằng Loki một lần nữa làm việc với Cơ quan quản lý phương sai thời gian (TVA) và làm việc với Mobius M. Mobius, mặc dù Mobius không nhớ Loki, và đã chất vấn Sylvie về hành động của cô ấy vào cuối mùa đầu tiên.  Anh ấy nói thêm rằng mùa thứ hai sẽ là "cuộc chiến giành linh hồn của TVA". Mùa giải sẽ giúp kết nối toàn bộ Saga đa vũ trụ của MCU.

### Tuyển diễn viên
Hiddleston, Gugu Mbatha-Raw, Wunmi Mosaku, Eugene Cordero, Tara Strong, Owen Wilson và Sophia Di Martino trở lại từ mùa đầu tiên với vai Loki, Ravonna Renslayer, Hunter B-15, Casey / Hunter K- 5E, Miss Minutes, Mobius M. Mobius, và Sylvie. Jonathan Majors cũng trở lại trong phần này, miêu tả Victor Timely, một biến thể khác của He Who Remains , người mà anh ấy thể hiện trong phần đầu tiên, và Kang the Conqueror, người anh đóng trong phim Ant-Man and the Wasp: Quantumania (2023); Timely cũng được giới thiệu ở phần cuối của Quantumania, xuất hiện trong cảnh mid-credit của bộ phim đó. Đạo diễn Peyton Reed nói rằng việc sử dụng cảnh này là tự nhiên do MCU tập trung vào các câu chuyện đa chiều và thực tế là phần và phim đang được phát triển đồng thời. Neil Ellice cũng trở lại với vai Thợ săn D-90.  Vào tháng 5 năm 2022, Feige tuyên bố rằng "toàn bộ dàn diễn viên" sẽ trở lại từ phần đầu tiên.
Vào tháng 7 năm 2022, Rafael Casal đã được xác nhận sẽ tham gia một "vai chính" không được tiết lộ trong mùa giải.  Vào tháng 9, Kế Huy Quân được tiết lộ là đã được chọn vào vai nhân viên lưu trữ của TVA trong mùa phim, và Cordero được xác nhận sẽ tham gia một loạt phim thường xuyên trong mùa phim.  Feige đã đích thân liên hệ với Quân để hỏi liệu anh ấy có muốn tham gia MCU sau thành công khi trở lại diễn xuất trong bộ phim Cuộc chiến đa vũ trụ (2022) hay không. Vào tháng 12, Kate Dickie được tiết lộ là đã được chọn vào một vai không được tiết lộ, được cho là một nhân vật phản diện. Vào tháng 6, Liz Carrđã được tiết lộ là một phần của dàn diễn viên.

### Quay phim
Quá trình quay phim chính bắt đầu vào ngày 13 tháng 6 năm 2022, tại Hãng phim Pinewood ở Vương quốc Anh, với Benson và Moorhead chỉ đạo phần lớn các tập phim,  cùng với Dan DeLeeuw và Kasra Farahani,  và Isaac Bauman đóng vai trò là nhà quay phim.  Trước đây nó đã được báo cáo là sẽ bắt đầu vào tháng 1 năm 2022, với tiêu đề là Kiến trúc sư. Vào tháng 7 năm 2022, quá trình quay phim diễn ra khắp London, và tại Xưởng đóng tàu lịch sử Chatham ở Kent ; các bộ ảnh chỉ bối cảnh những năm 1970 cho một số mùa.  Quá trình quay phim kết thúc vào tháng 10.

### Hậu kỳ
Paul Zucker, Calum Ross và Emma McCleave trở lại từ mùa đầu tiên với vai trò biên tập viên.

### Âm nhạc
Natalie Holt dự kiến sẽ trở lại từ mùa đầu tiên với tư cách là nhà soạn nhạc vào tháng 7 năm 2022,  và dự định bắt đầu ghi điểm cho mùa giải vào cuối năm 2022.

## Quảng bá
Hiddleston, Di Martino và Wilson đã chia sẻ các cảnh quay của mùa tại D23 Expo 2022 cùng với thông báo tuyển diễn viên của Quan Kế Huy.

## Phát hành
Mùa thứ hai ra mắt trên Disney+ vào ngày 6 tháng 10 năm 2023 và bao gồm 6 tập. Mùa phim sẽ là một phần thuộc Giai đoạn 5 của MCU.